# Accolade Holding
Accolade Holding, a.s. (Skupina Accolade) je česká investiční skupina působící v šesti zemích EU.
Poskytuje infrastrukturu pro podnikání v Evropě, a to nejčastěji pro společnosti z oblastí e-commerce, zpracovatelského průmyslu a logistiky.
Společnost vlastní[zdroj?] síť 45 industriálních parků v šesti zemích České republice, Polsku, Německu, Nizozemsku, Španělsku a na Slovensku, které jsou šetrné k životnímu prostředí. Většina nemovitostí je oceněna environmentální certifikací BREEAM.

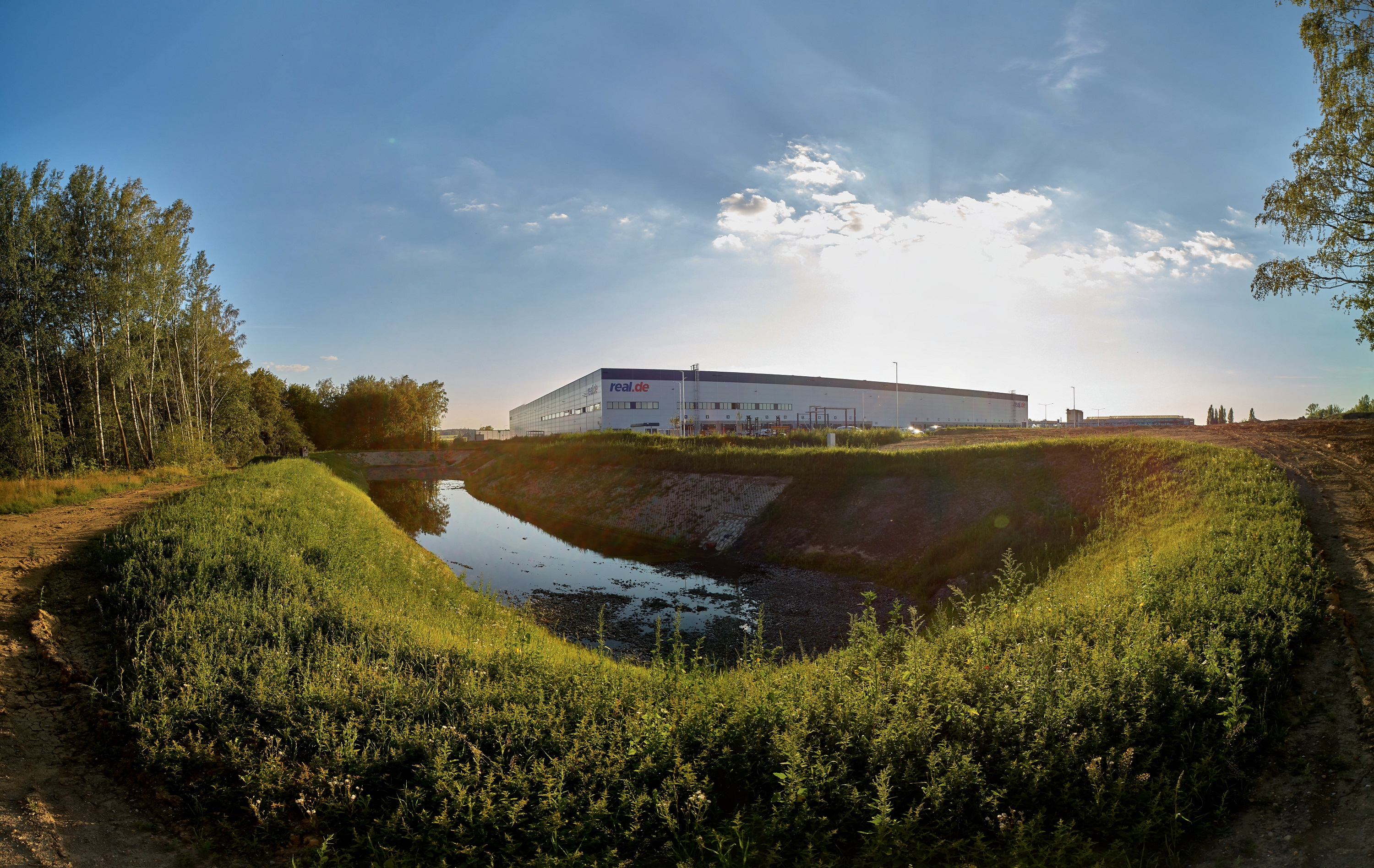
Nejekologičtější industriální budova světa v Chebu, Česká republika.

V roce 2020 Skupina Accolade vlastnila a pronajímala celkem 1,16 milionu m2 dokončené průmyslové plochy k pronájmu. V roce 2021 dosáhlo nemovitostní portfolio celkové rozlohy 2,1 milionu m2 a hodnoty téměř 2,5 mld. EUR. Připravované lokality společnosti se rozkládají na 8 milionech m2. Jedná se jak o novostavby, tak revitalizované brownfieldy starých výrobních areálů.
V roce 2014 byl založen fond průmyslových nemovitostí Accolade Fund Sicav, do jehož podfondu Accolade Industrial Fund mohou investovat kvalifikovaní investoři a podílet se tak na rozvoji moderního průmyslu v celé Evropě.
Skupina Accolade je od roku 2017 také majitelem provozovatele druhého nejfrekventovanějšího letiště v České republice Letiště Brno-Tuřany. Společnost zároveň oznámila přípravu polygonu pro vývoj a certifikace vozidel s autonomním řízením u západočeského města Stříbra.
Skupina je aktivní  na poli společenské odpovědnosti. Několik let podporuje chráněné bydlení a sociálně terapeutické dílny obecně prospěšné organizace Mela, dále pak projekty z oblasti vědy (Ceny Neuron), kultury (Mezinárodní filmový festival Karlovy Vary) i sportu (Česká spořitelna-Accolade cycling team) a ve spolupráci s regionálními samosprávami se podílí na rozvoji lokalit, ve kterých působí.

## Historie společnosti

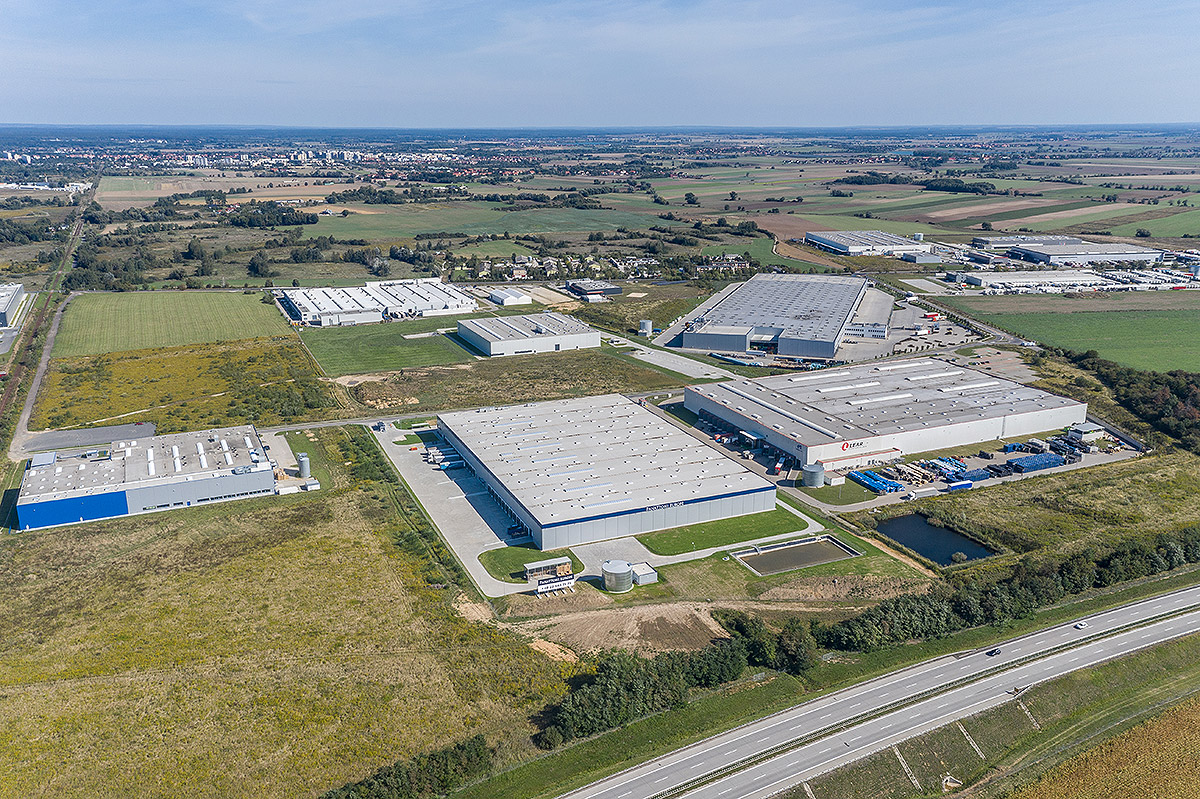
Build-to-suit skladová hala Legnica, Polsko.

Skupina Accolade byla založena v roce 2010 a jejími majiteli jsou Milan Kratina a Zdeněk Šoustal, kteří se stále aktivně podílejí na přípravě a realizaci projektů a vyhledávají příležitosti pro další růst a rozvoj.
V roce 2014 expandovala společnost do Polska, které se díky otevřenému přístupu k investorům, především z řad západoevropských společností, stalo centrem výroby a aktivit mnoha světových firem. Polské parky vyrostly ve velké míře na místech bývalých brownfieldů, které se tak podařilo znovu přivést k životu a vytvořit pracovní místa s přidanou hodnotou.

Od svého založení se společnosti podařilo vybudovat rozsáhlé portfolio komerčních nemovitostí po celé České republice a Polsku. Od roku 2018 investuje Accolade do průmyslových projektů také v  Německu a roku 2019 do portfolia přibylo také Slovensko. V roce 2020 přibylo do portfolia společnosti Španělsko, první trh v jižní Evropě, a v roce 2021 Nizozemsko. Dynamický růst potvrdilo i ocenění od prestižního magazínu Financial Times, který společnost zařadil na 56. příčku v žebříčku nejrychleji rostoucích firem v Evropě do  TOP 5 v  oboru nemovitostí a prvenství v rámci firem z České republiky.

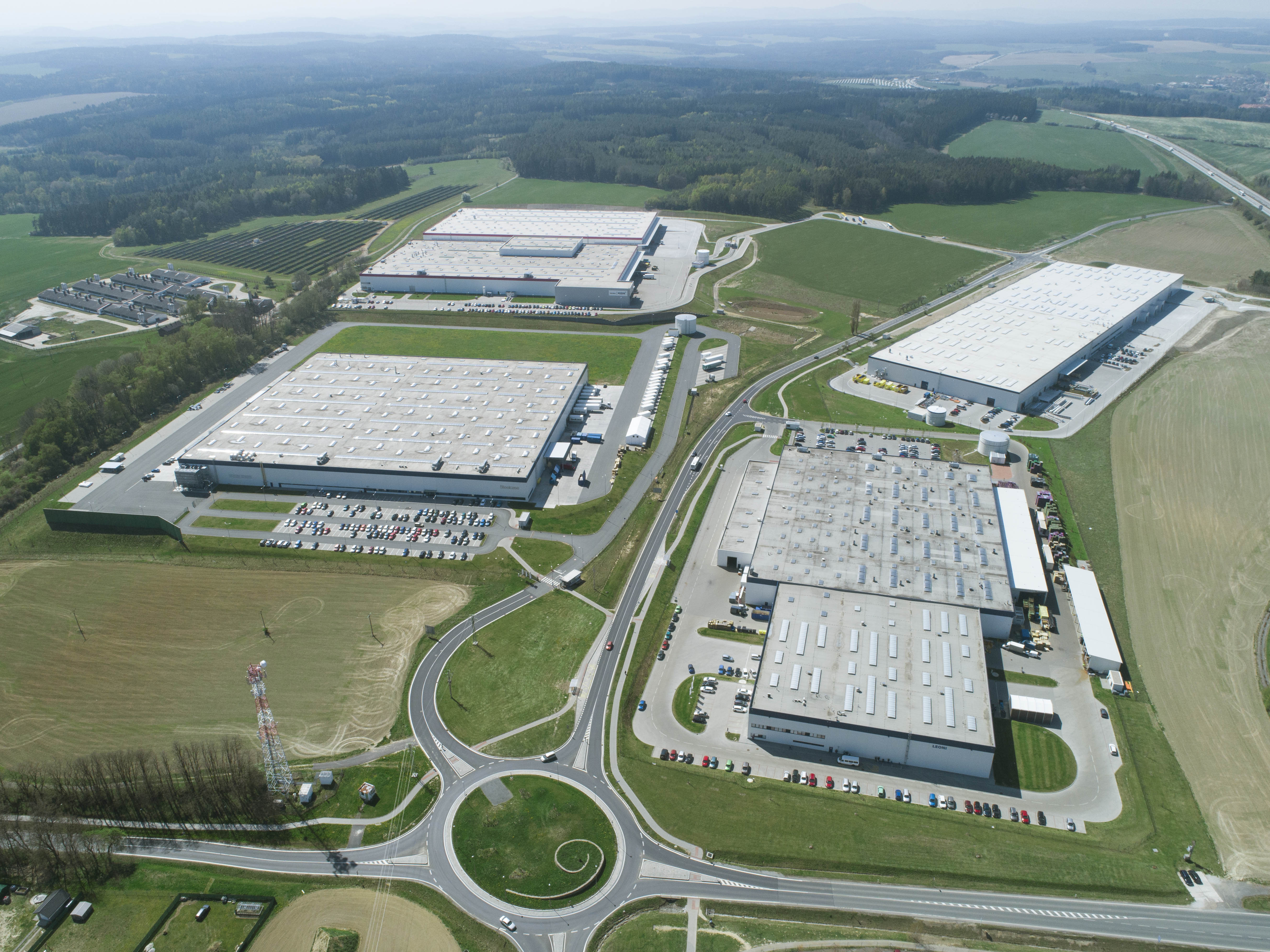
Panattoni Park Stříbro s oceněním BREAM Very Good, Česká republika

## Síť industriálních parků Accolade
V roce 2022 skupina Accolade provozovala 45 industriálních parků. Mezi nájemníky skupiny Accolade patří například společnosti GE Aviation, Tchibo, DHL, DB Schenker, TRW, Swiss Krono a řada dalších.

## Udržitelnost
Skupina Accolade investuje výhradně do výstavby průmyslových budov splňujících certifikaci BREEAM alespoň na stupni „Velmi Dobré“ v České republice respektive „Dobré“ v Polsku. Certifikace zaručuje vysokou míru šetrnosti jak na životní prostředí a pracovní podmínky pro zaměstnance, tak i na energetickou soběstačnost budovy.
Budova Accolade připravená pro distribuční centrum kosmetiky Estée Lauder provozované společností DHL v chebské průmyslové zóně je certifikována jako BREEAM Excellent. A zařadila se tak mezi nejlépe hodnocené stavby v  regionu střední Evropy.
Ve chebském parku společnosti vyrostla nejekologičtější industriální budova světa. Splachuje se v ní dešťovou vodou, stíní předokenními žaluziemi a okolí zdobí hmyzí hotel i venkovní posilovna pro zaměstnance. Projekt obdržel jako první v České republice známku udržitelnosti „Outstanding“ a rekordní skóre 90,68 procenta.

## Navazování na průmyslovou tradici
Skupina aktivně vyhledává lokality s průmyslovou tradicí a chátrajícím výrobním areálům vdechuje nový život. Podíl revitalizovaných brownfieldů v Polsku je 48,5 %, v České republice je to 40 %. Revitalizaci starého areálu připravuje skupiny i v německé Bochumi, kde moderní hala nahradí bývalou továrnu OPEL.